# Bolot
El bolot es un juego de cartas jugado en Sagunto (Valencia) y en algunos pueblos de la comarca del Camp de Morvedre. Posiblemente tiene su origen en el juego de cartas francés belote, con el que comparte prácticamente la totalidad de las reglas; pero se diferencia de éste en que se juega con baraja española. Debe incluirse por tanto dentro de mismo del mismo grupo que el klaverjassen holandés, del bela croata, del vida griego y un largo etcétera de juegos similares practicados en Europa Central.

## Historia
Se cuenta que fue traído a esta ciudad, a principios del siglo XX, por un comerciante local que pasó una temporada en Francia. Desde entonces se convirtió en un juego muy popular en diferentes locales sociales saguntinos, especialmente en la "Sociedad Vitivinícola", llamada 'La Viti', en la "Sociedad de Cazadores" y en el 'El Musical', "Sociedad Musical Lira Saguntina". 
A finales de los aňos 90, el juego estaba muy extendido también en bares, cafererías y pubs, siendo emblemáticos, entre otros, el bar "Karem" en Sagunto, o el pub "Mediterraneo 37" en el Puerto de Sagunto. Ahora las partidas del pub mediterráneo 37 se celebran en el bar Bambú del Puerto de Sagunto 
En la actualidad se mantiene jugado sobre todo en campeonatos organizados por asociaciones falleras y peñas, siendo un signo de identidad propia de la Ciudad de Sagunto.

## Generalidades
Se juega por parejas entre 4 jugadores utilizando una baraja española de la que se habrán apartado los 2, 4, 5 y 6 de todos los palos. El objetivo del juego es llegar a una cantidad de puntos fijada de antemano (normalmente 1000 o 1500) acumulándolos en las distintas partidas. Gana el juego la pareja que antes llega a esta cantidad. 

## Orden de las cartas
- El palo de triunfo de menor a mayor: Siete, Ocho, Caballo, Rey, Tres, As, Nueve (se llama Catorce), Sota (se le llama Valet).

- Los otros palos de menor a mayor: Siete, Ocho, Nueve, Sota, Caballo, Rey, Tres y As.

### Puntuación de las cartas
- El palo de triunfo:
  - El Valet vale 20 puntos.
  - El Catorce vale 14 puntos.
  - El As vale 11 puntos.
  - El Tres vale 10 puntos.
  - El Rey vale 4 puntos.
  - El Caballo vale 3 puntos.

- Los otros palos:
  - El As vale 11 puntos.
  - El Tres vale 10 puntos.
  - El Rey vale 4 puntos.
  - El Caballo vale 3 puntos.
  - La Sota vale 2 puntos.

### Los cantes
- Bolot y rebolot.
  - Se canta bolot y rebolot cuando se posee el Caballo y el Rey del palo de triunfos. Se debe decir "bolot" en el momento de jugar la primera de las dos cartas y "rebolot" en el momento de jugar la segunda. La puntuación de bolot y rebolot es de 20 puntos.

- Cantes con cartas del mismo palo.
  - Tercera: Se considera tercera tres cartas seguidas de un mismo palo dentro de la secuencia siete, ocho, nueve, tres, sota, caballo, rey y as. La puntuación de una tercera es de 20 puntos. Las terceras se deben cantar antes de empezar la segunda baza y se mostrarán las cartas que lo componen para comprobar su atenticidad. Solo puede cantar una o más terceras una de las dos parejas. En caso de que ambas parejas posean tercera se decidirá quien la canta siguiendo tres criterios que se aplicarán en este orden: 1.º) gana la tercera que alcanza un valor más alto dentro de la secuencia anterior; 2.º) gana la tercera del palo de triunfo; 3.º) gana la tercera de la pareja que es mano. Cuando una pareja tenga más de una tercera, se sumarán los puntos.
  - Cincuenta: Se canta 50 cuando un jugador posee cuatro cartas seguidas de un mismo palo dentro de la secuencia descrita para las terceras. Su puntuación es de 50 puntos.
  - Cien: Se canta 100 cuando un jugador posee cinco o más cartas seguidas de un mismo palo dentro de la secuencia descrita para las terceras. Su puntuación es de 100 puntos.

- Cantes con cartas de igual número.
  - Cien: Se canta 100 cuando un jugador posee cuatro Treses, cuatro Caballos, cuatro Reyes o cuatro Ases. Los cantes con cartas de igual número se deben hacer antes de que empiece la segunda baza y se mostrarán las cartas que lo componen para comprobar su atenticidad.
  - Ciento cincuenta: Se canta 150 cuando un jugador posee los cuatro Nueves.
  - Doscientos: Se canta 200 cuando un jugador posee las cuatro Sotas.

## El juego

### La partida
El objetivo de cada partida es conseguir la mayor cantidad de puntos en juego. Los puntos en juegos son 162, 152 + 10 de las 'últimas', aunque mediante el 'cante' puede haber más puntos en juego. Gana la partida la pareja que consigue llegar o superar a la mitad más uno de los puntos en juego. En el caso de que una pareja no haga ninguna baza ("hacerles capote"), se le añadirán 100 puntos a la otra pareja; en este caso, no se contabilizarán las 10 de "últimas" para la pareja que ha hecho todas las bazas.

#### El reparto
Se reparten cinco cartas a cada jugador en sentido contrario a las agujas del reloj y se sitúa una boca arriba en el centro de la mesa. El palo de esta carta marca el triunfo "de primeras". De manera ordenada y empezando por el jugador inmediatamente a la derecha del que ha repartido (a este jugador se le llama mano) se indicará si se aceptan o no ese palo como triunfo. Para aceptar el palo se dirá "voy", para rechazarlo, "no voy". Si todos los jugadores rechazan tomar ese palo como triunfo, se repetirá el proceso "de segundas". En esta segunda vuelta el jugador que decide "ir" propone el palo que será triunfo.
El jugador que "va" se queda con la carta que se ha colocado sobre la mesa y se repartirán siguiendo el orden inicial dos cartas al jugador que "ha ido" y tres al resto. 
La pareja que "va" asume la responsabilidad de ganar la partida y en caso de no conseguirlo (lo que se llama "estar puestos") todos los puntos en juego pasarán a la otra pareja.

#### La dinámica
La partida tiene ocho bazas. La primera baza la iniciará el jugador que es mano tirando una carta. El resto deberá tirar una carta siguiendo el sentido contrario a las agujas del reloj. Siempre es obligatorio seguir el palo de la carta que inicia la baza. Cuando el palo es triunfo no solo es obligado seguirlo, sino que también es obligatorio, si se puede, jugar una carta que supere a las que están sobre la mesa. Si no se posee carta del palo (y el palo no es triunfo) se debe tirar una carta del palo de triunfo (lo que se llama "fallar"). En el caso anterior y cuando la mano la esté ganando el otro miembro de la pareja, se puede tirar una carta que no sea del palo de triunfo. En cualquier circunstancia que se deba tirar triunfo y un jugador no posea carta de este palo, se puede tirar una carta de cualquier otro palo.
El jugador que haya ganado la baza anterior, deberá iniciar la siguiente.

## Enlaces
Belote
- Datos: Q5731633